# Luna 1958A
Luna 1958A var den första rymdsonden i Lunaprogrammet och Sovjetunionens första försök att nå månen. Luna 1958A sköts upp den 23 september 1958 och hade som mål att kollidera med månen. Under uppdraget skulle man också släppa ut ett litet moln bestående av natrium och skapa en "natriumkomet" som skulle vara synlig från jorden.
Uppdraget misslyckades eftersom uppskjutningsfarkosten exploderade 92 sekunder efter start.